# Вуді Аллен
Ву́ді А́ллен (англ. Woody Allen; справжнє — Аллен Стюарт Конігсберг; нар. 1 грудня 1935, Бруклін, Нью-Йорк) — американський кіноактор, режисер і сценарист, відомий цинічними, дотепними пародіями й ексцентричним гумором. Виступав у кабаре, на телебаченні та у власних комедійних фільмах, які пародіюють заяложені умовності, висміюють загальноприйняті міфи, найчастіше американські. Автор гуморесок і літературних пародій, написаних для кабаре, та сатиричних видань, театральних п'єс і оповідань.
У фільмах «Сплячий» (1973), «Енні Голл» (1977) (фільм виграв три «Оскари»), «Мангеттен» (1979), «Ганна і її сестри» (1986), Вуді Аллен був сценаристом, режисером і актором. Наприкінці 1970-х почав творити комедії й серйозні драми: «Інтер'єри» (1979), «Інша жінка» (1988), — та фільм «Злочини та помилки» (1990) порушив цю традицію, бо у ньому з'єдналися драма і гумор.

## Біографічні відомості

### Сім'я, дитинство, навчання

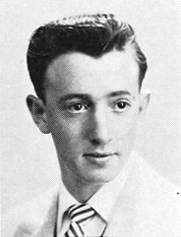
Аллен в 1953 році.

Вуді Аллен народився й виріс у Нью-Йорку (квартал Мідвуд у Брукліні) в єврейській сім'ї. Його дід і баба були емігрантами, рідною мовою для них були німецька та їдиш. Батьки Аллена народилися й виросли у кварталі Нижній Іст-Енд на Мангетені: мати Неті (8 вересня 1906—27 січня 2002) була бухгалтеркою в сімейному кондитерському магазині, а батько Мартін (25 грудня 1900—13 січня 2001) — офіціантом і гравером-ювеліром. У сім'ї була ще молодша дитина Летті (народилася 1943 р.). Дитинство Вуді Аллена не було щасливим: стосунки з батьками — особливо з суворою матір'ю — виявилися не найкращими.

Вуді з дитинства говорив на їдиші, відвідував єврейську школу-восьмирічку (англ. Hebrew school), відтак — Публічну школу № 99, а потім — Мідвудську середню школу, де через рудий колір волосся його прозвали «Рудий» (англ. «Red»). Попри те, що у своїх фільмах актор грає людей фізично слабких і нетовариських, у школі він чудово грав у бейсбол і баскетбол та демонстрував учням різноманітні фокуси й картярські штучки та був завжди оточений товаришами. Саме в ті роки сім'я Коніґсберґів проживала у квартирі на Авеню «К», 1400, між вулицями Східна «14» та Східна «15».
|  | Коли мене відправили в багатоконфесійний літній табір, мене там жорстоко відлупцьовували хлопці всіх рас і релігій. |

Щоб заробляти гроші, він почав писати смішні дотепи для газет під псевдонімом «Вуді Аллен». Його перший жарт опублікований у розділі для пліток; змістом жарту була гра слів, які дослівно звучали так: «Вуді Аллен каже, що обідав у ресторані, де всі ціни відносяться до категорії „В. Л. З.“ („Вище людської зарплати“)». А вже на шістнадцятому році життя його талант відкрив комік Мілт Кемен, який допоміг письменникові-початківцю влаштуватися в популярне шоу Сіда Сізара.
Закінчивши школу, Аллен вступає до Нью-Йоркського університету, в якому обирає курси комунікації та кінематографу: тут він не вирізнявся особливим бажанням учитися, провалив іспит з кінематографу, — і невдовзі був відрахований із числа студентів. Пізніше він якийсь час відвідував Нью-Йоркський міський коледж.

### Особисте життя

#### Гарлін Розен
Першою дружиною Аллена, якому тоді ж було 19 років, стала шістнадцятирічна Гарлін Розен, з якою він познайомився на джазовому концерті: Аллен грав на саксофоні, а Розен — на фортепіано. Весілля відбулося 15 березня 1954 у Голівуді; опісля молоде подружжя переїхало до Нью-Йорку, де Аллен працював над дотепами до телешоу, а дружина вивчала філософію. Шлюб протримався п'ять років (1959); подальші згадування Вуді про шлюбне життя були уїдливими до такої міри, що після розлучення Розен подала на Аллена до суду за деякі з його висловлювань, оцінивши свої претензії у мільйон доларів.

#### Луїза Лассер
З другою дружиною, Луїзою Лассер, Вуді Аллен прожив три роки, з 1966 по 1969, після цього Вуді не одружувався аж до 1997. Після розлучення Лассер ще зіграла в чотирьох фільмах Вуді: «Бери гроші та тікай» (1969), «Банани» (1971), «Все, що завжди хотіли знати про секс, — та боялися запитати» (1972), «Спогади про „Зоряний пил“» (1980).

#### Даян Кітон
Вуді Аллен познайомився з Даян Кітон у 1970 під час вистави п'єси «Зіграй іще раз, Семе» (вона грала роль дружини Тоні Робертса). П'єса була успішною в прокаті, а їх знайомство мало значний вплив на особистість Вуді.
Даян зустрічалась з Алленом тільки один рік, але за цей час знялася у багатьох його фільмах включно з Ені Гол. Розійшовшись, вони продовжували співпрацювати у фільмах «Сплячий» та «Кохання і смерть». Разом працювали над фільмом «Ені Гол»: спільна робота мала значний вплив на їхню подальшу долю. Згодом Даян знялась у фільмах «Інтер'єри» та «Мангетен», а в 1987 році — «Дні Радіо». Черговою її роботою з Алленом було «Загадкове вбивство в Мангетені», у якому вона замінила Мію Ферроу. Під час знімання фільму в Аллена та Даян почалися проблеми в особистих та робочих стосунках: завершивши «Загадкове вбивство в Мангетені» Кітон не стала далі працювати з Алленом.

#### Стейсі Нелкін
Стосунки Аллена та Стейсі розпочались коли їй було 17 років і вона навчалася в Нью-Йоркській вищій школі. За словами Аллена фільм «Мангетен» базувався на його романтичних стосунках з акторкою Стейсі Нелкін. Також вона зіграла незначну роль у фільмі «Ені Гол».

#### Міа Ферроу
У 1980 розпочалися 12-річні стосунки Аллена з акторкою Мією Ферроу, яка зіграла головні ролі в 13 його фільмах, серед них варто відзначити такі картини: «Зеліг» (1983), «Пурпурна троянда Каїру» (1985), «Ганна та її сестри» (1986). Ферроу та Аллен ніколи не були одружені, проте у них є спільний син Ронан Шимус Фероу, а також двоє прибрáних (приймаків): Мелоун і Мойсей (Мозес) Фероу. Розрив стосунків Вуді Аллена і Мії Ферроу в 1992 році супроводжувалося гучним скандалом і судовими процесами, у результаті яких Аллен був позбавлений можливості бачитися з прибрáними дітьми, а зустрічі з сином Ронаном були значно обмежені.

#### Сун-Ї Превін
Припинивши стосунки з Мією Ферроу, Аллен почав зустрічатися із Сун-Ї, названою дочкою Ферроу. Попри те, що Аллен ніколи не був «офіційним» батьком Сун-Ї, їхні стосунки зазнавали критики. У газеті Нью-Йорк Таймс була опублікована стаття, в якій засуджувались стосунки Аллена та Сун-Ї. Відповідь Аллена на цю статтю була простою: «Серце хоче те, що хоче».
Аллен та Сун-Ї одружились 24 грудня 1997 року у Венеції, Італія. Вони вдочерили двох дітей, назвавши їх Беше і Мензі на честь джазових музикантів Сиднея Беше та Мензі Джонсона. Про стосунки Аллена та Сун-Ї його біологічний син сказав: «Він — мій батько, одружений з моєю сестрою, що робить мене його сином і його зятем. Це такий моральний тягар. Я не можу бачити його. Я не можу контактувати з моїм батьком і бути морально стійким… Я жив з усіма прибрáними дітьми, так що вони — моя сім'я. Якщо я скажу, що Сун-Ї не була моєю сестрою — це образа для всіх прибрáних дітей».

## Творчість

### Робота в літературі і театрі

#### Театр
17 листопада 1966 року відбулася прем'єра п'єси Вуді Аллена «Не пийте цю воду». Вона зробила його одним з найуспішніших драматургів на Бродвеї, витримавши згодом 598 вистав. У виставі брали участь Лу Якобі, Кей Медфорд, Аніта Джіллт і Аллен Ентоні Робертс, котрий неодноразово знімався у Вуді Аллена. Кіноверсія п'єси з участю Джекі Глісона, яку поставив режисер Говард Моріс, вийшла в прокат 1969 року. 1994 року Аллен сам поставив на телебаченні третю версію цієї п'єси з участю Майкла Джей Фокса і Маїм Бялік.

Наступним бродвейським гітом Вуді Аллена стала п'єса «Зіграй це знову, Семе», в якій він також і виконав одну з ролей. Прем'єра спектаклю, в якому зіграли Дайана Кітон і Ентоні Робертс, відбулася 12 лютого 1969 року. Всього було показано 453 вистав. Кітон, Робертс і Аллен пізніше зіграють свої ролі знов уже в кіноверсії п'єси. П'єса була висунута на театральну премію «Тоні» 1969 року в номінаціях «Найкраща чоловіча роль» (Робертс), «Найкраща жіноча роль» (Кітон), «Найкраща режисерська робота» (Джозеф Гарді).
У 70-х Аллен написав декілька одноактних п'єс («Бог» і «Смерть», котрі увійшли до збірки «Без пір'я».

В 1981 році на Бродвеї був поставлений спектакль за п'єсою Аллена «Світло плавучого маяка», який мав успіх у критиків, але не у публіки. Попри дві номінації на «Тоні» і перемогу в категорії «Найкраща чоловіча роль», відбулося всього 62 вистави.

Після довгої перерви Аллен повернувся до театру в 1995 році з одноактною п'єсою «Централ Вест Парк».
Хоча в наступні вісім років Аллен сам не брав участі в сценічних виставах, його твори ставилися на різних майданчиках світу: спектакль «Бог» йшов на сцені бразильського культурного центру в Ріо-де-Жанейро, в Італії і Франції зроблені театральні версії фільму «Кулі над Бродвеєм».
У 2003 році Аллен поставив за двома своїми п'єсами («Олд Сейбрук» і «Ріверсайд Драйв») спектакль «Кут Автора», який мав успіх у публіки.
2004 A Second Hand Memory режисер, за власною п'єсою в Atlantic Theater Company
2008 Gianni Schicchi режисер, в Dorothy Chandler Pavilion
2011 «Honeymoon Motel» п'єса, в Brooks Atkinson Theatre
2014 Кулі над Бродвеєм (Bullets Over Broadway) Автор (книжки), в St. James Theatre
2015 Gianni Schicchi режисер, в Teatro Real
2019 Gianni Schicchi режисер, в La Scala

#### Музика

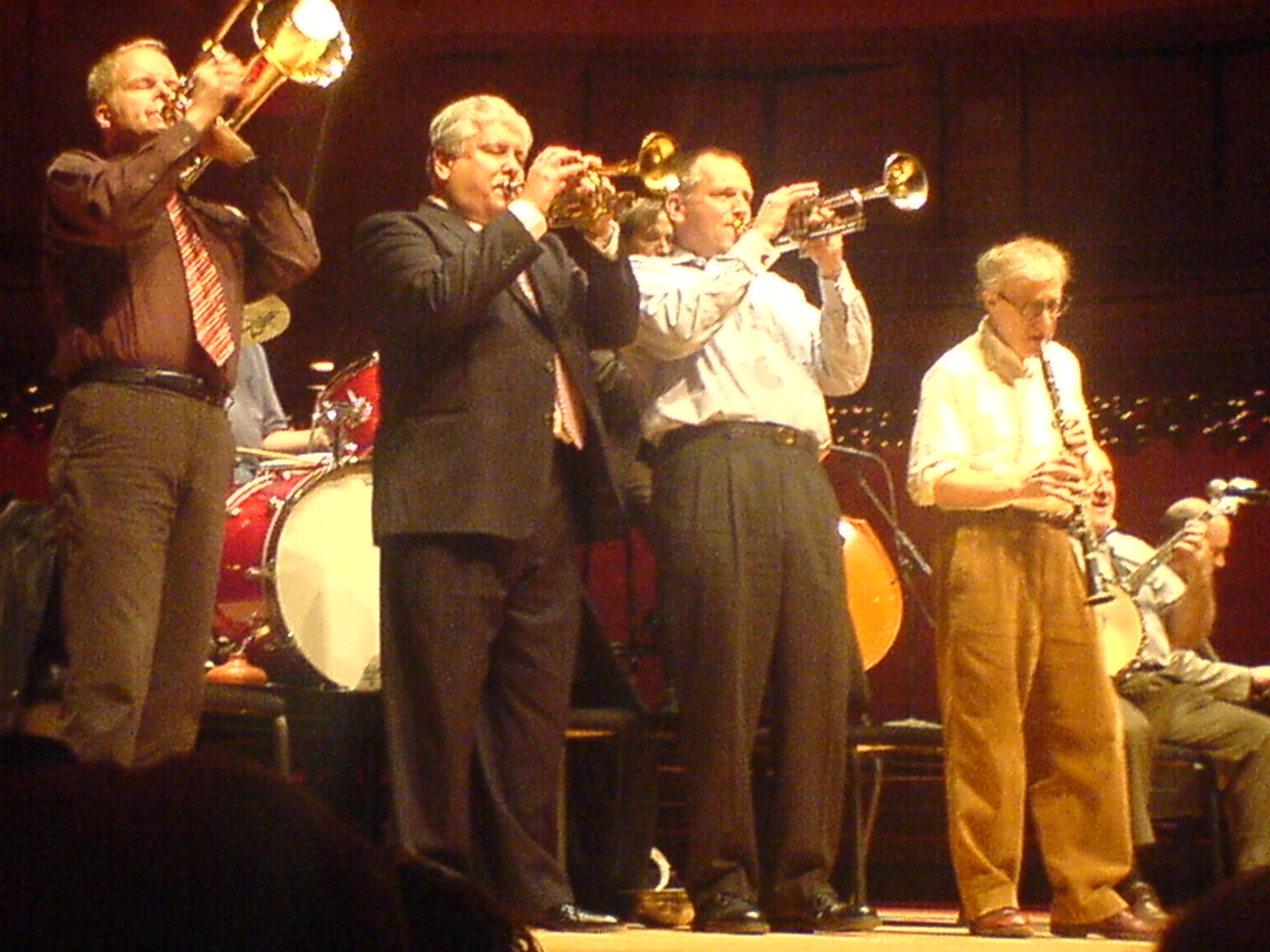
Вуді Аллен і його джазовий оркестр (2006)

Вуді Аллен — великий прихильник класичної і джазової музики, це помітно зі звукових доріжок до його фільмів. Про ступінь його захопленості музикою говорить те, що свій псевдонім він вибрав собі на честь американського джазового кларнетиста і саксофоніста Вуді Германа.
Крім того, Аллен з юності грає на кларнеті і, починаючи приблизно від кінця 1960-х, періодично виступає на різних концертних майданчиках (переважно, у клубах). Ансамбль Аллена «Нью Орлінз Джаз Бенд» щотижня грає старомодний джаз в Карлайл-готелі в Нью-Йорку. У 1997 ця сторона діяльності Аллена була відображена в документальному фільмі «Розгульний блюз (Wild Man Blues)», знятому Барбарою Копл. Вуді Аллен і «Нью Орлінз Джаз Бенд» записали два альбоми, «Bunk Project» (1993) і саундтрек до «Розгульного блюзу» (1997). Влітку 2008 вони виступили на джазовому фестивалі в Монтре.
Про пристрасть Аллена до опери можна також судити за музичними фрагментами, які режисер іноді включає у свої фільми (наприклад, сцена вбивства в картині «Матч-поінт»).

В червні 2007 директор Лос-Анджелеського оперного театру Пласідо Домінго оголосив, що Вуді Аллен поставить в театрі оперу Пучіні «Джанні Скіккі», яка відкриє сезон 2008–2009 років. Дана робота повинна стати для режисера свого роду «подвійним дебютом», оскільки він не тільки ніколи не робив оперні вистави, але навіть ніколи раніше не ставив чужі п'єси.

### Робота в кіно

#### Дебют
Першою роботою Аллена у кіно став фільм «Що нового, кицюню?» (1965). До цієї картини Аллена взяв продюсер картини Чарльз Фельдман. Вуді повинен був допрацювати існуючий сценарій фільму і переписати в ньому головну чоловічу роль, яку грав Уорен Біті. Крім того, Аллену була надана і власна маленька роль. Проте у процесі переробки сценарію Аллен істотно збільшив значення своєї ролі за рахунок ролі Біті. Коли Біті дізнався, що одержує роль другого плану, тобто зовсім не те, на що розраховував, між ним і студією виник серйозний конфлікт, який був вигідний Вуді Аллену. Студія визнала, що сценарій, створений Алленом, набагато кращий.
Після цього Уорен Біті покинув проєкт, замість нього на роль був запрошений Пітер О'Тул, а раніше маловідомий Вуді Аллен вперше показав, що здатний «зробити» з фільму «зірку», з якою варто рахуватися. Проте Аллену довелося ще і далі допрацьовувати сценарій, оскільки разом з О'Тулом в картину прийшов Пітер Селлерс, також велика «зірка» і вимогливий артист, який додав у фільм багато власних ідей.
Зрештою фільм «Що нового, кицюню?» вийшов цілком успішною ексцентричною комедією з добірним акторським складом, де були використані еротичні жарти, і елементи пародії.
Відразу після «Кицюні» Вуді Аллен спробував свої сили як режисер в скромному проєкті під назвою «Що трапилося, тигрова ліліє?», який вийшов у 1966 році. Проєкт не був дуже ризикованим, оскільки Аллен не знімав повноцінний новий фільм, а переозвучував вже готовий японський шпигунський бойовик «Таємна міжнародна поліція: Ключ від всіх ключів» (Kokusai himitsu keisatsu: Kagi no kagi, 1965). Аллен спочатку вважав задум фільму невдалим, і працював без особливого ентузіазму, під тиском продюсера. Тексти діалогів, складених Алленом, не мали нічого спільного з сюжетом фільму, однак їх поєднання створювало комічне враження. Цей спосіб не оригінальний, оскільки достатньо широко використовувався у той час на американському телебаченні і був добре знайомий Аллену (згодом він був використаний ще в безлічі фільмів і телепередач у різних країнах).
В 1967 році Аллен знову співпрацює з Фельдманом у фільмі «Казино Рояль», де зіграв епізодичну роль і переписав декілька епізодів.
Вуді Аллен залишився незадоволеним всіма трьома фільмами, у створенні яких брав участь. Отриманий досвід навів його на думку, що робити фільми йому потрібно самому, контролюючи весь процес, за мінімальної участі продюсерів.

#### 60-ті та 70-ті роки
Першою спробою Аллена був фільм «Хапай гроші та втікай» (1969), згодом вийшли фільми «Банани», «Все, що ви завжди хотіли знати про секс, але боялися запитати», «Сплячий», «Любов і смерть». Фільми «Хапай гроші та втікай» і «Банани» були створені у співавторстві з другом дитинства Мікі Роузом.
У 1972 Вуді Аллен зіграв головну роль у кіноверсії вистави «Заграй ще раз, Семе», режисером якої був Герберт Росс. Усі ранні фільми Аллена це комедії, які ґрунтувалися на грубуватому фарсі, винахідливих жартах, і нескінченних дотепах. Серед тих, хто вплинув на ранній період творчості Вуді Аллена, були Боб Гоуп, брати Маркс і Гамфрі Богарт. 1976 року Вуді Аллен знімається в головній ролі у фільмі Мартіна Ріта «Підставна особа», сатиричний гострий фільм, що розповідає про Голівудський чорний список який існував у 50-ті роки.
З фільму «Ені Гол» стався перехід до досконалішого гумору і глибокої драми. 1977 року цей фільм Вуді Аллена отримав чотири нагороди Американської кіноакадемії, у номінації «Найкращий фільм», що дуже незвично для комедії, і в номінації «Найкраща актриса» (Даяна Кітон). «Ені Гол» встановив новий стандарт для сучасної романтичної комедії, а також дав початок невеликому модному тренду заснованому на унікальному одязі, який носила в цьому фільмі героїня Даяна Кітон (ексцентричний, чоловічий одяг, як наприклад краватки і кардигани, насправді був власним одягом актриси). У процесі знімання робочою назвою фільму була «Anhedonia», (Ангедонія), цей термін означає неможливість отримання задоволення, а сюжет фільму будувався навколо загадкового вбивства. Мабуть, у процесі знімання тема вбивства не отримала розвитку (пізніше вона була використана у фільмі 1993 року «Загадкове вбивство на Мангетені»), оскільки Аллен переробив і перемонтував фільм, повністю сфокусувавшись на романтичних відносинах між героями Аллена (Елві Сінгер) і Кітон (Ені Гол). Нова версія фільму отримала назву «Ені Гол» (так звали бабусю актриси Даяни Кітон), а ангедонія стала головною темою фільму. Цей фільм займає 35 місце в категорії «100 найкращих фільмів» на думку Американської Кіноакадемії і четверте місце в категорії «100 найкращих комедій». «Ені Гол» вважається одним з найкращих фільмів Вуді Аллена.
Чорно-білий фільм «Мангетен», представлений у 1979 році — знак любові і поваги до улюбленого Нью-Йорку. Місто в фільмі також є головним персонажем, як і інші дійові особи. Як і в багатьох інших фільмах Аллена головні герої представники середнього класу, вчені, письменники. Хоча деколи їх претензійна інтелектуальність здається кумедною, історія повна незрозумілих натяків, які роблять її менш доступною для основної частини глядачів. Почуття любові і ненависті, які відчувають герої цього фільму, стають характерною рисою багатьох фільмів Вуді Аллена, включаючи «Злочини та помилки» і «Ені Гол».
Після фільму «Ені Гол» Аллен пише сценарій і знімає похмуру драму «Інтер'єри», подібну до пізніх робіт шведського режисера Інгмара Бергмана, одного з кумирів Вуді Аллена. Фільм «Інтер'єри» розглядався критиками як значний відрив від ранніх комедій до серйознішого кіно (такого наприклад як «Спогади про „Зоряний пил“» 1980 року).

#### 1980-ті роки
Фільми Аллена 80-х, в тому числі комедії, полискують тьмяними та філософськими відтінками. У деяких, «Вересень» і «Спогади про „Зоряний пил“», відчувається вплив робіт європейських режисерів, таких як Інгмар Бергман і Федеріко Феліні.
У центрі фільму «Спогади про „Зоряний пил“» успішний кінодіяч, якого зіграв Вуді Аллен, висловлює презирство й обурення стосовно своїх фанатів. Виснажений смертю свого друга через хворобу, він стверджує: «Я більше не хочу знімати смішні фільми», і починає насміхатися над різними людьми і персонажами, що з'являються в картині, «особливо з тих, яких раніше знімав». Фільм при бажанні можна розглядати як ремейк фільму Феліні «8 з половиною».
Проте, у середині 80-х, Аллен почав поєднувати трагічні і комічні елементи, як наприклад, фільм «Ганна і її сестри» (володар трьох премій «Оскар», сюжет якого подібний до п'єси «Три сестри») за участю британського актора Майкла Кейна, і фільм «Злочини та помилки» (знову ж таки не можна не помітити вплив літературної основи: у цьому випадку «Злочин і кара» та «Американська трагедія»), в якому він розповідає дві різні історії, що пов'язуються в кінці. Він також був продюсером живої ідіосинкратичної трагікомедійної пародії на документалістику «Зеліг».
Аллен також зняв три фільми про шоу-бізнес. Перший фільм — «Бродвей Дені Роуз», в якому він грає роль Нью-йоркського менеджера. Потім — «Пурпурова троянда Каїру» (на схожу тему потім зняли фільм «Останній кіногерой»), картина, що показує значущість кінематографу протягом періоду Великої депресії через персонаж простачки Сесилії. І нарешті, Аллен зняв «Дні радіо», фільм розповідає про його дитинство в Брукліні і значущість радіо. «Пурпурова троянда Каїру» була названа журналом «Time» одним з 100 найкращих фільмів усіх часів, а сам Аллен назвав його однією з найкращих своїх картин, нарівні з фільмами «Спогади про „Зоряний пил“» та «Матч-поінт».
Наприкінці 80-х він зняв фільми, які були сильно інспіровані фільмами Інгмара Бергмана. «Вересень» — рімейк «Осінньої сонати».

#### 1990-ті роки
У цей період Аллен багато експериментує, граючи з різними стилями і демонструючи при цьому свою літературну та кінематографічну ерудицію. Його роботи містять численні звертання до шедеврів Фріца Ланга 20-х років, Орсона Уеллса, Чарльза Чапліна та інших майстрів минулого.
Фільм «Еліс», сценарій якого готувався Алленом спеціально для Мії Фероу, справляє враження сучасного варіанту «парижанки» Чарльза Чапліна (Вуді Аллен не раз згадував, що небайдужий до творчості Чапліна).
Чорно-білий похмурий фільм «Тіні і туман» з музикою Курта Вейля (1992), став даниною німецького експресіоніста. Потім Аллен зняв драму «Чоловіки і дружини» (1992), яка була добре сприйнята критиками і одержала дві номінації на «Оскар»: «Найкраща жіноча роль другого плану» — Джуді Девіс та «Найкращий оригінальний сценарій» — Вуді Аллен. Картина «Загадкове вбивство в Мангетені» 1993-го року містила елементи трилера і чорної комедії, а зіграли у фільмі Даяна Кітон, Алан Альда та Анжеліка Г'юстон.
У середині дев'яностих Аллен повернувся до веселіших фільмів, як наприклад «Кулі над Бродвеєм» (1994), який подарував йому номінацію на найкращого режисера. Потім з'явився мюзикл «Всі кажуть, що я люблю тебе» (1996). Пісенні і танцювальні сцени в цій комедії схожі на номери Фреда Астера і Джинджер Роджерс.
Ще одна стрічка «Могутня Афродіта» (1995) — комедія, хоча і побудована за законами грецької трагедії, — принесла премію «Оскар» актрисі Мірі Сорвіно.
Псевдобіографія джазового музиканта «Солодкий і гидкий», створена, як раніше «Зеліг», у жанрі мокьюментарі, також була номінована на дві премії «Оскар» у категоріях «Найкраща чоловіча роль» (Шон Пенн) і «Найкраща жіноча роль другого плану» (Саманта Мортон).
Настрій фільмів Аллена змінюється в картині «Розглядаючи Гарі» (1997) та «Знаменитості» (1998), роблячи їх стилістично ближчими до фільмів, знятих після 2000 року.

#### 2000-ні роки

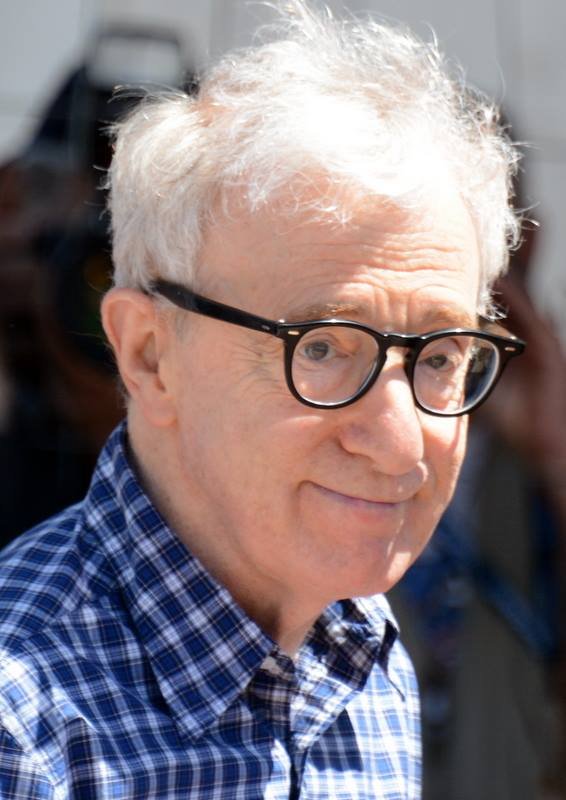
На Каннському МКФ, 2015

Фільм «Дрібні шахраї» (2000) був його першим фільмом, знятим на студії DreamWorks. «Дрібні шахраї» мали відносний успіх, зібравши близько 17 млн доларів у США, проте наступні чотири фільми Аллена не мали такого успіху, навіть найдорожчий фільм Вуді Аллена «Прокляття нефритового скорпіона» з бюджетом понад 33 млн доларів «Голлівудський фінал», «Щось іще», та «Мелінда і Мелінда», кожен з яких заробив понад 5 млн доларів, отримали погані відгуки. Багато хто пояснював це тим, що нібито найкращі роки Вуді Аллена вже позаду.
«Матч-поінт» (2005), знятий у Лондоні, став одним з найуспішніших фільмів Вуді Аллена за останні десять років. Він отримав переважно дуже хороші відгуки, попри очевидний самоповтор (все це ми вже бачили в «Злочини і помилки»). У ньому зіграли Джонатан Ріс-Майєрс і Скарлет Йохансон. Він похмуріший, ніж перші чотири фільми Аллена під егідою DreamWorks. У «Матч-поінт» Аллен концентрує увагу на найвищих інтелектуальних ланках Нью-Йорку та їх колег у Лондоні. Попри те, що фільм відрізняється від типової критичної сатири Аллена, він все ж не залишає без критики соціальні сфери. Це принесло успіх картини, яка заробила понад 23 млн доларів у США і близько 62 млн доларів за межами країни. Також картина принесла Вуді Аллену його перші номінації з 1998 в категоріях «Найкращий сценарій» на «Оскар» і «Режисура» і «Сценарій» на «Золотий глобус» (вперше з 1987-го). В інтерв'ю журналу Premiere Аллен заявив, що це його найкращий фільм, знятий за весь час.
Аллен повернувся до Лондона щоб зняти «Сенсацію», у якому теж зіграла Скарлет Йохансон, а також Г'ю Джекмен, Айан Макшейн, Кевін МакНеллі. Фільм вийшов 28 липня 2006 року і отримав різноманітну критику. В англійській столиці він також зняв фільм «Мрія Кассандри» за участю Коліна Фарела, Юена Мак-Грегора та Тома Вїлкінсона. Всього за два роки до його виходу в кінотеатрах йшов «Матч-поінт», а в далекому 1993 — «Злочини і помилки». Всі три фільми майже ідентичні за сюжетними лініями, до того ж є вільними екранізаціями «Злочину та кари» та «Американської трагедії».
Після закінчення знімання третього лондонського фільму, Аллен перебрався до Іспанії, де зняв фільм у Барселоні, що має назву «Вікі Крістіна Барселона». Фільм вийшов в прокат 17 травня 2008 року. У фільмі знімались міжнародні актори, включаючи Скарлет Йохансон, Хав'єра Бардема, Патріша Кларксон та Пенелопу Крус.
Аллен сказав, що він «таки залишається живим» на арені Європи, в країнах якої у нього багато шанувальників, особливо у Франції. «У США багато речей змінилося, і стало важко знімати гарні маленькі картини», — сказав Аллен у 2004 році в інтерв'ю, — «жадібні студії не могли ще менше піклуватися про гарні фільми — якщо вони отримують добрий фільм, вони щасливі подвійно, але їх метою є робити гроші. Вони хочуть лише, щоб ці 100 млн доларів картини принесли 500 млн доларів».
Улітку 2009 на екрани вийшла його картина «Будь що буде». Фільм розповідає про жителя Нью-Йорку Бориса та наївну і невиховану дівчину Мелоді.
У 2010 році в Канах відбулась прем'єра фільму Вуді Аллена «Ти зустрінеш високого темноволосого незнайомця», в якому знімаються такі зірки, як Наомі Вотс та Ентоні Гопкінс.

### Фільмографія
| Рік  | Тип        | Назва | Примітка                                 |
| ---- | ---------- | --- | ---------------------------------------- |
| 1950 | Телесеріал | The Colgate Comedy Hour | Сценарист                                |
| 1950 | Телесеріал | Your Show of Shows | Сценарист                                |
| 1954 | Телесеріал | Caesar's Hour | Сценарист                                |
| 1956 | Телесеріал | Stanley | Сценарист                                |
| 1958 | Телесеріал | The Garry Miire Show | Сценарист                                |
| 1960 | Телесеріал | Candid Camera | Сценарист                                |
| 1962 | Телесеріал | The Laughmaker | Сценарист                                |
| 1963 | Телесеріал | The Sid Ceasar Show | Сценарист                                |
| 1954 | Телесеріал | Caesar's Hour | Сценарист                                |
| 1965 | Фільм      | Що нового, кицюню? / What's New, Pussycat                                                                                             | Сценарист, Актор                         |
| 1966 | Фільм      | Що трапилося, тигрова ліліє? / What's Up, Tiger Lily?                                                                                 | Сценарист, Режисер                       |
| 1967 | Фільм      | Казино Рояль / Casino Royale | Сценарист, Актор                         |
| 1969 | Фільм      | Бери гроші та тікай / Take the Money and Run                                                                                          | Сценарист, Режисер, Актор                |
| 1969 | Фільм      | Не пий воду / Don't Drink the Water                                                                                                   | Сценарист                                |
| 1970 | Фільм      | Кицюню, кицюню, я тебе люблю / Pussycat, Pussycat, I Love You                                                                         | Сценарист                                |
| 1971 | Фільм      | Банани / Bananas | Сценарист, Режисер, Актор                |
| 1971 | Телесеріал | Men of Crisis: The Harvey Wallinger Story                                                                                             | Сценарист, Режисер, Актор                |
| 1972 | Фільм      | Все, що ви завжди хотіли знати про секс, але боялися запитати / Everything You Always Wanted to Know About Sex But Were Afraid to Ask | Сценарист, Режисер, Актор                |
| 1972 | Фільм      | Зіграй мені знову, Семе / Play It Again, Sam                                                                                          | Сценарист, Актор                         |
| 1973 | Фільм      | Сплячий / Sleeper | Сценарист, Режисер, Актор                |
| 1975 | Фільм      | Любов і смерть / Love and Death | Сценарист, Режисер, Актор                |
| 1977 | Фільм      | Енні Голл / Annie Hall | Сценарист, Режисер, Актор 4 премії Оскар |
| 1978 | Фільм      | Інтер'єри / Interiors | Сценарист, Режисер                       |
| 1979 | Фільм      | Мангеттен / Manhattan | Сценарист, Режисер, Актор                |
| 1980 | Фільм      | Спогади про «Зоряний пил» / Stardust Memories                                                                                         | Сценарист, Режисер, Актор                |
| 1982 | Фільм      | Комедія сексу в літню ніч / A Midsummer Night's Sex Comedy                                                                            | Сценарист, Режисер, Актор                |
| 1983 | Фільм      | Зеліг / Zelig | Сценарист, Режисер, Актор                |
| 1984 | Фільм      | Бродвей Денні Роуз / Broadway Danny Rose                                                                                              | Сценарист, Режисер, Актор                |
| 1985 | Фільм      | Пурпурова троянда Каїру / The Purple Rose of Cairo                                                                                    | Сценарист, Режисер                       |
| 1986 | Фільм      | Ганна та її сестри / Hannah and Her Sisters                                                                                           | Сценарист, Режисер, Актор                |
| 1986 | Фільм      | Зустрічаючи Вуді Аллена / Meetin' WA                                                                                                  | Сценарист                                |
| 1987 | Фільм      | Дні радіо / Radio Days | Сценарист, Режисер, Актор                |
| 1987 | Фільм      | Вересень / September | Сценарист, Режисер                       |
| 1988 | Фільм      | Інша жінка / Another Woman | Сценарист, Режисер                       |
| 1989 | Фільм      | Нью-йоркські історії, новела «Новий Едіп» / New York Stories: Oedipus Wreks                                                           | Сценарист, Режисер, Актор                |
| 1989 | Фільм      | Злочини та помилки / Crimes and Misdemeanors                                                                                          | Сценарист, Режисер, Актор                |
| 1989 | Фільм      | Хтось або піднесення і падіння філософії / Somebody or The Rise and Fall of Philosophy                                                | Сценарист                                |
| 1990 | Фільм      | Еліс / Alice | Сценарист, Режисер                       |
| 1991 | Фільм      | Сцени в магазині / Scenes From A Mall                                                                                                 | Актор                                    |
| 1992 | Фільм      | Чоловіки і дружини / Husbands and Wives                                                                                               | Сценарист, Режисер, Актор                |
| 1992 | Фільм      | Тіні і туман / Shadows and Fog | Сценарист, Режисер, Актор                |
| 1993 | Фільм      | Загадкове вбивство в Мангеттені / Manhattan Murder Mystery                                                                            | Сценарист, Режисер, Актор                |
| 1994 | Фільм      | Кулі над Бродвеєм / Bullets Over Broadway                                                                                             | Сценарист, Режисер                       |
| 1994 | Телесеріал | Не пий воду / Don't Drink the Water                                                                                                   | Сценарист, Режисер, Актор                |
| 1995 | Фільм      | Велика Афродіта / Mighty Aphrodite | Сценарист, Режисер, Актор                |
| 1996 | Фільм      | Всі кажуть, я тебе кохаю / Everyone Says I Love You                                                                                   | Сценарист, Режисер, Актор                |
| 1997 | Фільм      | Граф Мерк'юрі їде в передмістя / Count Mercury Goes to the Suburbs                                                                    | Сценарист                                |
| 1997 | Фільм      | Розбираючи Гаррі / Deconstructing Harry                                                                                               | Сценарист, Режисер, Актор                |
| 1998 | Фільм      | Ентц / Antz | Актор — голос                            |
| 2000 | Фільм      | Самозванці / The Impostors | Актор                                    |
| 1998 | Фільм      | Знаменитість / Celebrity | Сценарист, Режисер                       |
| 1999 | Фільм      | Солодкий та гидкий / Sweet and Lowdown                                                                                                | Сценарист, Режисер                       |
| 2000 | Фільм      | Дрібні шахраї / Small Time Crooks | Сценарист, Режисер, Актор                |
| 2000 | Фільм      | Свій хлопець / Company Man | Актор                                    |
| 2000 | Фільм      | По шматочках / Picking Up the Pieces                                                                                                  | Актор                                    |
| 2001 | Телесеріал | Звуки з міста, яке я люблю / Sounds From a Town I Love                                                                                | Сценарист, Режисер                       |
| 2001 | Телесеріал | Концерт для Нью-Йорку / The Concert for New York City                                                                                 | Режисер                                  |
| 2001 | Фільм      | Прокляття нефритового скорпіона / The Curse of the Jade Scorpion                                                                      | Сценарист, Режисер, Актор                |
| 2002 | Фільм      | Голлівудський фінал / Hollywood Ending                                                                                                | Сценарист, Режисер, Актор                |
| 2003 | Фільм      | Щось іще / Anything Else | Сценарист, Режисер, Актор                |
| 2004 | Фільм      | Чому чоловіки не повинні одружуватися / Why men shouldn't marry                                                                       | Актор                                    |
| 2004 | Фільм      | Мелінда і Мелінда / Melinda and Melinda                                                                                               | Сценарист, Режисер                       |
| 2005 | Фільм      | Матч-поінт / Match Point | Сценарист, Режисер                       |
| 2006 | Фільм      | Сенсація / Scoop | Сценарист, Режисер, Актор                |
| 2007 | Фільм      | Мрія Касандри / Cassandra's Dream | Сценарист, Режисер                       |
| 2008 | Фільм      | Вікі Крістіна Барселона / Vicky Christina Barcelona                                                                                   | Сценарист, Режисер                       |
| 2009 | Фільм      | Хай буде, що буде / Whatever Works | Сценарист, Режисер                       |
| 2010 | Фільм      | Ти зустрінеш високого темноволосого незнайомця / You Will Meet a Tall Dark Stranger                                                   | Сценарист, Режисер                       |
| 2011 | Фільм      | Опівночі в Парижі / Midnight in Paris                                                                                                 | Режисер, Сценарист                       |
| 2012 | Фільм      | Париж-Мангеттен / Paris-Manhattan | Актор                                    |
| 2012 | Фільм      | Римські пригоди / To Rome with Love                                                                                                   | Режисер, Сценарист, Актор                |
| 2013 | Фільм      | Жасмин / Blue Jasmine | Режисер, Сценарист                       |
| 2014 | Фільм      | Магія місячного сяйва / Magic in the Moonlight                                                                                        | Режисер, Сценарист                       |
| 2015 | Фільм      | Ірраціональна людина / Irrational Man                                                                                                 | Режисер, Сценарист                       |
| 2016 | Фільм      | Світське життя / Café Society | Режисер, Сценарист                       |
| 2016 | Телесеріал | Криза в шести сценах / Crisis in Six Scenes                                                                                           | Режисер, Сценарист                       |
| 2017 | Фільм      | Колесо Чудес / Wonder Wheel | Сценарист, Режисер                       |
| 2019 | Фільм      | Дощовий день у Нью-Йорку / A Rainy Day in New York                                                                                    | Сценарист, Режисер                       |
| 2020 | Фільм      | Фестиваль Ріфкіна / Rifkin's Festival                                                                                                 | Сценарист, Режисер                       |

### Оповідання
- Зводячи рахунки (1971)
- Без пір'я (1975)
- Побічні ефекти (1980)
- Повний безлад (Mere Anarchy) (2007).

2018 року у «Видавництві Старого Лева» вийшов український переклад роману Вуді Аллена «Повний безлад» в перекладі Ірини Карівець.